# Мандеран-Ритсен
Мандеран-Ритсен (фр. Manderen-Ritzing) — муніципалітет у Франції, у регіоні Гранд-Ест, департамент Мозель. Мандеран-Ритсен утворено 1 січня 2019 року шляхом злиття муніципалітетів Мандеран i Ритсен. Адміністративним центром муніципалітету є Мандеран. Населення — 602 особи (01.01.2021).